# Dan Brown
Daniel Gerhard Brown conosciuto come Dan Brown (Exeter, 22 giugno 1964) è uno scrittore statunitense di thriller.
Con più di 200 milioni di copie vendute, è tra gli autori thriller più popolari e di maggior successo del XXI secolo.
Le sue opere di maggior successo sono quelle della serie "Robert Langdon", che includono Angeli e demoni, Il codice da Vinci, Il simbolo perduto, Inferno e Origin.

## Biografia
Primo di tre figli, Daniel nacque e crebbe a Exeter, nel New Hampshire. Suo padre Richard  insegnava matematica alla Phillips Exeter Academy e dal 1968 al 1997 scrisse alcuni testi scolastici su questa materia vincendo un importante Presidential Award ed era di origini inglesi, irlandesi, scozzesi e francesi. Sua madre Costance (nata Gerhard) discendeva da una famiglia di tedeschi della Pennsylvania (Pennsylvania Dutch) ed  era una musicista di professione molto legata al coro della chiesa, di cui era l'organista.
Fin da piccolo Brown è cresciuto in un clima familiare dove si cercava di conciliare scienza e fede, visto che il padre aveva una mentalità più aperta al mondo scientifico mentre la madre un'idea più religiosa. I suoi genitori lo portavano spesso presso un lago dove l'intera famiglia Brown si riuniva per delle preghiere per poi trascorrere piacevoli fine settimana. Da ragazzo Brown è stato spesso impegnato con anagrammi e cacce al tesoro ben strutturate dal padre, che li organizzava in occasione di compleanni o festività ricorrenti. In particolare a Natale Brown e i suoi fratelli dovevano cercarsi da soli i regali, spesso vagando anche per la città. Questa esperienza l'ha davvero ispirato quando si trattò di scrivere il 23º capitolo de Il codice Da Vinci.
Brown ricevette un'educazione cristiana e sia lui sia i suoi fratelli frequentarono la Phillips Exeter Academy. Terminati questi studi nel 1982, Brown si iscrisse all'Amherst College dove fu membro della confraternita Psi Upsilon. Giocò a squash, fece parte per un certo periodo del Glee-Club scolastico e infine si laureò nel 1986.
Si trasferì a Hollywood per intraprendere una carriera di cantautore e pianista. Di questa sua carriera rimangono quattro CD. Lasciò Hollywood per studiare storia dell'arte all'Università di Siviglia in Spagna, dove cominciò a studiare seriamente le opere di Leonardo da Vinci e a nutrire l'interesse per la crittografia.
Nel 1993 fece ritorno al New Hampshire per insegnare inglese alla Phillips Exeter e alla Lincoln Akerman School. Nel 1994, durante una vacanza a Tahiti, lesse un romanzo di Sidney Sheldon e credette di poter fare di meglio. Nel 1995 scrisse un romanzo a quattro mani con sua moglie intitolato 187 Men to Avoid: A Guide for the Romantically Frustrated Woman e nel 1996 lasciò il lavoro di insegnante per iniziare la sua carriera di scrittore a tempo pieno. Attualmente vive a Rye, nel New Hampshire. Blythe, sua ex moglie, è una storica dell'arte e una pittrice che lo aiuta nelle sue ricerche.

## Opere

### Serie di Robert Langdon
1. Angeli e demoni (Angels & Demons) (2000)[5]
2. Il codice Da Vinci (The Da Vinci Code) (2003)[6]
3. Il simbolo perduto (The Lost Symbol) (2009)[7]
4. Inferno (2013)[8]
5. Origin (2017)[9]
6. L'ultimo segreto[10] (The Secret of Secrets) (pubblicazione prevista il 9 settembre 2025 in contemporanea negli Stati Uniti e in Italia)[11]

### Altri romanzi
- 187 Men to avoid. A survival guide for the romantically frustrated woman (1995)
- Crypto (Digital Fortress) (1998)[12]
- La verità del ghiaccio (Deception Point) (2001)[13]
- La sinfonia degli animali (Wild Symphony) (2020)

## Successo editoriale
I suoi primi libri, Crypto, Angeli e demoni e La verità del ghiaccio, ebbero un riscontro medio, ma Il codice Da Vinci, il suo quinto romanzo (considerando anche l'opera scritta con sua moglie), divenne un bestseller, salendo nel 2003 in cima alla lista dei New York Times Best Seller già nella prima settimana di pubblicazione. Con gli oltre 80 milioni di copie vendute il Codice è da considerarsi tra i libri più conosciuti e venduti al mondo. Sull'onda di questo grande successo sono stati rilanciati i primi libri facendoli comparire nel 2004 nella lista del New York Times nella stessa settimana; nel 2005 Dan Brown entrò nella lista dei Time magazine's 100 most influential people of the year.
I personaggi nei libri di Brown portano spesso il nome di persone reali della sua vita. Robert Langdon porta il nome di John Langdon, l'artista che ha creato gli ambigrammi usati per il CD e per il romanzo Angeli e Demoni. Il camerlengo Carlo Ventresca porta il nome dell'amica cartoonista Carla Ventresca. Negli Archivi Vaticani Langdon ricorda il matrimonio di Dick e Connie, due suoi amici, che portano il nome dei genitori dello scrittore. Jonas Faukman, l'editor di Robert Langdon, porta il nome dell'editor di Dan Brown, Jason Kaufman. Brown ha anche detto che altri personaggi sono basati su un libraio del New Hampshire e su un insegnante francese a Exter di nome Andre Vernet che nel Codice Da Vinci era il presidente della banca dove Saunière aveva messo la chiave di volta. Il cardinale Aldo Baggia in Angeli e Demoni porta il nome di Aldo Baggia, insegnante di linguaggi moderni alla Phillips Exeter Academy.
Il 14 maggio 2013 in contemporanea in tutto il mondo è uscito Inferno, il sesto romanzo di Dan Brown, che è basato sui segreti della Divina Commedia di Dante Alighieri e ha, per la quarta volta dopo Il simbolo perduto (2009), Robert Langdon come protagonista ed è ambientato a Firenze, Venezia e Istanbul.
Il 3 ottobre 2017 è uscito Origin, il settimo romanzo e quinto con Robert Langdon protagonista. È ambientato a Bilbao, Barcellona e Madrid e parla di alcuni misteri scientifici concernenti le origini della Vita.

## Film e televisione
Nel 2006 venne prodotto un adattamento cinematografico de Il codice Da Vinci, distribuito dalla Columbia Pictures e diretto da Ron Howard. Nel film Tom Hanks interpreta il protagonista Robert Langdon, Audrey Tautou è Sophie Neveu e sir Ian McKellen è sir Leigh Teabing. Il film è stato molto pubblicizzato e ha aperto la 59ª edizione del Festival di Cannes, sebbene abbia ricevuto in generale critiche negative. Fu successivamente inserito nella lista dei peggiori film del 2006 e Ron Howard ricevette una nomination ai Razzie Awards come peggior regista, ma fu anche il secondo film di maggiore incasso dell'anno con 750 milioni di dollari di incasso in tutto il mondo. Dan Brown figura nel film in qualità di produttore esecutivo. "Phiano", una delle canzoni che Brown scrisse e cantò, fece parte della colonna sonora del film, composta da Hans Zimmer. Nel film Brown e sua moglie possono essere visti sullo sfondo delle scene iniziali.
Angeli e demoni, il film successivo, è uscito il 15 maggio del 2009, sempre diretto da Ron Howard e interpretato da Tom Hanks.
Nel 2016, ancora su regia di Howard e con Hanks protagonista, è uscito Inferno.
Nel settembre 2021 ha debuttato la serie Il simbolo perduto tratta dall'omonimo libro.

## Critiche
- Alcuni critici di religione cattolica, risentiti per le accuse lanciate soprattutto contro l'Opus Dei, hanno accusato Dan Brown di essere filo-massonico[17].

## Vicende giudiziarie
Dan Brown è stato accusato dai saggisti Michael Baigent e Richard Leigh di aver scritto Il codice Da Vinci copiando il loro libro Il santo Graal (The Holy Blood and the Holy Grail), edito nel 1982 e scritto insieme al giornalista Henry Lincoln. La Corte d'appello di Londra ha però dichiarato Brown non colpevole.
Paradossalmente per avere qualche possibilità di vincere la causa Baigent e Leigh avrebbero dovuto ammettere che il loro libro non era affatto una seria ricerca storica, come avevano sempre sostenuto, ma un'opera di pura finzione: secondo la legge inglese per Dan Brown sarebbe stato illegittimo riprendere così ampiamente trama ed elementi di una precedente opera di fiction, mentre è lecito utilizzare un saggio storico per trasformarlo in un romanzo. Infatti il giudice inglese non si è sentito di stabilire un principio che avrebbe impedito a qualunque futuro autore di romanzi di ispirarsi a libri presentati come "di storia" (e non di fiction) per le loro trame. Nella sentenza il giudice scrive che in effetti, dopo la pubblicazione del libro di Baigent e Leigh, «è emerso materiale che ha suggerito che il cosiddetto mistero di Rennes-le-Château e i documenti del Priorato di Sion fossero tutti parte di una complessa mistificazione in cui Pierre Plantard ha avuto un ruolo significativo» e che nella testimonianza Baigent «ha affermato di avere sempre avuto sospetti su Plantard, ma non trovò traccia di questi sospetti in The Holy Blood and the Holy Grail. Al contrario, affinché The Holy Blood and the Holy Grail fosse credibile, era essenziale sostenere che il Priorato di Sion avesse una base plausibile nei documenti di Plantard, perché senza questa buona parte di The Holy Blood and the Holy Grail semplicemente sparisce come libro credibile ed emerge a sua volta come una mistificazione o come una semplice opera di fiction».
Il giudice ha imposto a Baigent e Leigh il pagamento di 2 milioni di sterline per le spese legali.
Baigent, ripubblicando il materiale de Il santo Graal nel nuovo libro The Jesus Papers che contiene poco altro di nuovo, è riuscito ad approfittare della pubblicità generata dal caso.